# Mugron
Mugron là một xã, thuộc tỉnh Landes trong vùng Nouvelle-Aquitaine. Xã này có diện tích 16,53 km², dân số năm 2006 là 1385 người. Xã này nằm ở khu vực có độ cao tu 14-111 mét trên mực nước biển.

## Biến động dân số
| Năm | 1962  | 1968  | 1975  | 1982  | 1990  | 1999  | 2006  |
| --- | ----- | ----- | ----- | ----- | ----- | ----- | ----- |
| Dân số | 1 661 | 1 568 | 1 470 | 1 464 | 1 327 | 1 324 | 1 385 |
| From the year 1962 on: No double counting—residents of multiple communes (e.g. students and military personnel) are counted only once. |       |       |       |       |       |       |       |